# テレビ東京系の月曜夜の単発ドラマ
テレビ東京系列の月曜夜の単発スペシャルドラマはテレビ東京系列で、毎月1回～2回程度月曜日20時台～22時台に放送されていた単発スペシャルドラマ枠。2019年時点の放送時間は原則月1回で月曜日に放送されていた。作品によっては、20:00 - 21:54の放送であり、21:00 - 22:48の放送もある。ゴールデンウィーク期間やお盆期間、改編期の特別番組に放送する例が増えていた。